# Time-Sensitive Networking
Pour les articles homonymes, voir TSN.
Time-Sensitive Networking (TSN) est un ensemble de normes pour la mise en réseau sensible au temps. Elles sont définies par le groupe de travail IEEE 802.1. 
Ce groupe de travail TSN a été formé en novembre 2012 en renommant le Groupe de travail existant sur les liaisons Audio/Vidéo (Audio Video Bridging) et en poursuivant son travail. Le nom a changé en raison de l'extension de la zone de travail du groupe de normalisation. Ces normes définissent des mécanismes pour la transmission temporelle de données sur des réseaux Ethernet.
La majorité des projets définissent des extensions aux réseaux locaux virtuels IEEE 802.1Q. Ces extensions traitent en particulier de la transmission avec une très faible latence et une grande disponibilité. Les applications possibles incluent des réseaux convergents avec du streaming audio / vidéo en temps réel et des flux de contrôle en temps réel utilisés dans les installations de contrôle automobile ou industriel.

## Spécifications essentielles
Les différents standards TSN offrent une solution de communication en temps réel complète lorsqu'ils sont utilisés de manière concertée. Chaque standard est cependant autonome et peut être utilisé isolément. On peut regrouper ces standards en trois catégories :
1. Synchronisation temporelle : les périphériques impliqués ont une référence temporelle commune (IEEE 802.1AS-Rev Timing and Synchronization for Time-Sensitive Applications, IEEE 1588 v2 Precision Time Protocol).
2. Planification et mise en forme du trafic : les périphériques impliqués respectent les mêmes règles de traitement et de transmission des paquets.
3. Sélection et réservation des chemins de communication, tolérance aux pannes : les périphériques impliqués respectent les mêmes règles dans la sélection des chemins de communication et dans la réservation de la bande passante et des horaires, en choisissant éventuellement plusieurs chemins pour garantir la tolérance aux pannes.

### Synchronisation temporelle
Contrairement à l'Ethernet standard IEEE 802.3, le temps joue un rôle important dans les réseaux TSN avec la norme IEEE 802.1Q. Pour une communication en temps réel avec des anomalies, des limites de temps non-négociables pour le délai de transmission de bout en bout sont spécifiées, tous les périphériques de ce réseau doivent synchroniser leurs horloges. Ceci n'est pas seulement vrai pour les périphériques finaux d'un flux de communication, tels qu'un contrôleur industriel et un robot de fabrication, mais également pour les composants du réseau, tels que les commutateurs Ethernet. La synchronisation des horloges permet de faire fonctionner à l'unisson les appareils du réseau et de leur faire exécuter les opérations requises au moment voulu.
La synchronisation temporelle dans les réseaux TSN peut s'appuyer sur différentes technologies. Il est possible de synchroniser tous les périphériques et commutateurs réseau au moyen d'une horloge radio ou du GPS. Mais cela coûterait cher et il n'est pas garanti que le signal soit disponible en permanence. C'est pour cela que le temps dans un réseau TSN est généralement distribué à partir d'une horloge centrale à travers le réseau lui-même.
Le groupe de travail TSN du comité IEEE 802.1 a produit la révision IEEE 802.1AS-Rev (Timing and Synchronization for Time-Sensitive Applications) basée sur le protocole IEEE 1588 v2 (Precision Time Protocol = PTP) de diffusion de trames Ethernet de synchronisation temporelle. Cette révision restreint la longue liste des options IEEE 1588 à quelques options critiques administrables qui s'appliquent aux réseaux TSN.